# فيرنون لافام
فيرنون افام (بالإنجليزية: Vernon Lapham)‏ (من مواليد 31 أغسطس 1971) هو لاعب ركوب الأمواج زيمبابوي. شارك في دورة الالعاب الاولمبية الصيفية عام 1988.

## وصلات خارجية
- فيرنون لافام على موقع أوليمبيديا (الإنجليزية)